# Die Transporter – Let’s move it
Die Transporter – Let´s move it (auf The Biography Channel: Shipping Wars – Die Transporter, Originaltitel: Shipping Wars) ist eine US-amerikanische Dokuserie, die seit dem 10. Januar 2012 auf A&E Network ausgestrahlt wird. In Deutschland läuft die Serie seit dem 22. August 2012 auf dem Pay-TV-Sender Biography Channel (heute: A&E Germany) und seit dem 25. April 2014 auf den frei empfangbaren Sender N24 sowie später ProSieben Maxx. Die Real-Live-Serie beschreibt den Kampf um außergewöhnliche Ladung, die online bei der Frachtbörse Uship versteigert wird.

## Handlung
Die Transporter begleitet verschiedene unabhängige Spediteure, die bei uShip, der weltweit größten online Transportbörse, spektakuläre Transportaufträge ersteigern. Der Auftraggeber kann dann anhand des Preises und der uShip-Bewertungen entscheiden, wem er seinen Auftrag gibt. In der Regel werden zwei Aufträge pro Episode vergeben. Doch pro Auftrag kann nur einer den Zuschlag bekommen. Sobald ein Spediteur den Zuschlag erhalten hat, beginnt das eigentliche Abenteuer. Die Spediteure kämpfen bei der Auslieferung der Waren stets mit Zeitdruck und anderen Widrigkeiten aller Art. Am Ende einer jeden Episode wird bilanziert, wer für den Transport wie viel eingenommen hat und welche Ausgaben dem gegenüberstehen.

## Teilnehmer
Aktueller Teilnehmer
    Ehemaliger Teilnehmer
    Teil der Staffel
| Shipper                                                                    | Staffel 1 | Staffel 2 | Staffel 3 | Staffel 4 | Staffel 5 | Staffel 6 | Staffel 7 | Deutsche Synchronsprecher |
| -------------------------------------------------------------------------- | --------- | --------- | --------- | --------- | --------- | --------- | --------- | ------------------------- |
| Marc Springer („The Big Rig“ dt. Der Sattelschlepper)                      |           |           |           |           |           |           |           |                           |
| Roy Garber („The Handyman“ dt. Der Handwerker) *                           |           |           |           |           |           |           |           |                           |
| Jennifer Brennan („The Cowgirl“ dt. Das Cowgirl)                           |           |           |           |           |           |           |           | Laura Landauer            |
| Jarrett Joyce („The Rookie“ dt. Der Grünschnabel)                          |           |           |           |           |           |           |           | Felix Würgler             |
| Suzanne Bawcom Scott Bawcom („The Veterans“ dt. Die Veteranen)             |           |           |           |           |           |           |           |                           |
| Christopher Hanna Robbie Welsh („The Hotshot Couple“ dt. Das Erfolgsduo)   |           |           |           |           |           |           |           | Judith Hoersch            |
| Dusty Davies („The Prodigy“ dt. Das Wunderkind)                            |           |           |           |           |           |           |           |                           |
| Todd Sturgis Tamera Sturgis („The Double Threat“ dt. Das gemischte Doppel) |           |           |           |           |           |           |           |                           |
| Jessica Samko („The Road Warrior“ dt. Die Kriegerin)                       |           |           |           |           |           |           |           |                           |
| Courtney Carter Chelsea Chirila („Two Blondes and a Truck“)                |           |           |           |           |           |           |           |                           |